# George Cowan
George Arthur Cowan (* 15. Februar 1920 in Worcester, Massachusetts; † 20. April 2012 in Los Alamos, New Mexico) war ein US-amerikanischer Chemiker, Philanthrop und Unternehmer.

## Karriere
Cowan studierte Chemie am Worcester Polytechnic Institute, war dann am Zyklotron-Projekt der Princeton University (wo er Physik studieren wollte) und arbeitete dann während des Zweiten Weltkriegs zunächst am Metallurgischen Labor der Universität Chicago bei Eugene Wigner am Bau des ersten Kernreaktors, der unter Enrico Fermi in Chicago 1942 erprobt wurde. Danach arbeitete er weiter im Manhattan Project, wo seine chemischen Kenntnisse gefragt waren. Cowan gehörte zu den Wenigen, die über sämtliche Einzelheiten des Projektes informiert waren. Anhand der Analyse von in Nachbarregionen der Sowjetunion genommenen Bodenproben gelang ihm 1949 der Nachweis, dass die UdSSR über Nuklearwaffen verfügte. Nach dem Krieg promovierte er in Chemie am Carnegie Institute of Technology und war dann ab 1950 wieder am Los Alamos National Laboratory, wo er 39 Jahre blieb und schließlich die Chemie-Forschung leitete, Associate Director und Senior Fellow des Labors wurde.
Gleichzeitig war er in der Umgegend von Los Alamos kulturell und geschäftlich aktiv. 1953 gründete er mit Arthur Spiegel die Santa Fe Oper und 1963 die Los Alamos National Bank, ursprünglich um Labor-Angestellten zu Hausbesitz zu verhelfen. 1983 war er einer der Gründer des Santa Fe Institute zur Erforschung komplexer Systeme, dessen Präsident er bis 1991 war.
Er erhielt den Ernest Orlando Lawrence Award, den Enrico-Fermi-Preis und die höchste Auszeichnung des Los Alamos Labors, die Los Alamos National Laboratory Medal. 1997 wurde er in die American Academy of Arts and Sciences gewählt, 2001 verlieh ihm die Carnegie Mellon University die Ehrendoktorwürde.